# Michał Bielczyk
Michał Bielczyk (ur. 5 czerwca 1984 w Warszawie) – polski lekkoatleta, sprinter, olimpijczyk z Aten.

## Życiorys
Mistrz Polski w różnych kategoriach wiekowych, w tym m.in. Mistrz Polski Seniorów (bieg na 100 m, 2005). Na arenie międzynarodowej startował przede wszystkim jako członek polskiej sztafety 4 x 100 metrów, to w tej konkurencji awansował do finału (którego polska sztafeta nie ukończyła) Mistrzostwa Świata, (Osaka 2007). Jako członek sztafety 4 x 100 metrów pojechał na Igrzyska Olimpijskie (Ateny 2004) gdzie jednak ostatecznie nie wystąpił na bieżni.
Zawodnik AZS-AWF Warszawa jest synem wybitnych lekkoatletów : Zofii oraz Piotra.
W związku małżeńskim z Julia Bielczyk. 

## Rekordy życiowe
- bieg na 60 m - 6,73 (2006)
- bieg na 100 m - 10,37 (2005 & 2008)
- bieg na 200 m - 21,07 (2009)